# Monte Volturino
Monte Volturino este o arie protejată (arie specială de conservare — SAC, sit de importanță comunitară — SCI) din Italia întinsă pe o suprafață de 1.858 ha, integral pe uscat.

## Localizare
Centrul sitului Monte Volturino este situat la coordonatele 40°24′42″N 15°49′08″E / 40.411667°N 15.818889°E.

## Înființare
Situl Monte Volturino a fost declarat sit de importanță comunitară în septembrie 1995 pentru a proteja 73 de specii de animale. Situl a fost protejat și ca arie specială de conservare în ianuarie 2017.

## Biodiversitate
Situată în ecoregiunea mediteraneană, aria protejată conține 5 habitate naturale: Pajiști uscate seminaturale și facies de acoperire cu tufișuri pe substraturi calcaroase (Festuco-Brometalia) (* situri importante pentru orhidee), Păduri de fag din Apenini cu Taxus și Ilex, Păduri panonice-balcanice de stejar turcesc - stejar sesil, Pante stâncoase calcaroase cu vegetație casmofită, Pante stâncoase silicioase cu vegetație casmofită.
La baza desemnării sitului se află mai multe specii protejate:
- păsări (69): uliu păsărar (Accipiter nisus), ciocârlie-de-câmp (Alauda arvensis), potârnichea de stâncă (Alectoris graeca), fâsă-de-câmp (Anthus campestris), fâsă de pădure (Anthus spinoletta), fâsă de pădure (Anthus trivialis), acvilă de munte (Aquila chrysaetos), ciuf-de-pădure (Asio otus), buha (Bubo bubo), șorecarul comun (Buteo buteo), sticlete (Carduelis carduelis), Certhia brachydactyla, cojoaica de pădure (Certhia familiaris), florinte (Chloris chloris), porumbel gulerat (Columba palumbus), corb (Corvus corax), cuc (Cuculus canorus), pițigoi albastru (Cyanistes caeruleus), ciocănitoare pestriță mare (Dendrocopos major), Dryobates minor, presură sură (Emberiza calandra), presură de munte (Emberiza cia), presură bărboasă (Emberiza cirlus), presură galbenă (Emberiza citrinella), măcăleandru (Erithacus rubecula), șoim călător (Falco peregrinus), vânturel roșu (Falco tinnunculus), muscar-gulerat (Ficedula albicollis), cinteză (Fringilla coelebs), gaiță (Garrulus glandarius), capîntortură (Jynx torquilla), sfrâncioc roșiatic (Lanius collurio), Leiopicus medius, câneparul (Linaria cannabina), ciocârlie de pădure (Lullula arborea), privighetoare (Luscinia megarhynchos), gaia neagră (Milvus migrans), gaia roșie (Milvus milvus), mierlă de piatră (Monticola saxatilis), codobatură galbenă (Motacilla alba), codobatură de munte (Motacilla cinerea), pietrar sur (Oenanthe oenanthe), grangur (Oriolus oriolus), pițigoi mare (Parus major), vrabie italiană (Passer italiae), pițigoi de brădet (Periparus ater), vrabie de stâncă (Petronia petronia), codroș de munte (Phoenicurus ochruros), codroșul de pădure (Phoenicurus phoenicurus), pitulice de munte (Phylloscopus bonelli), pitulice de munte (Phylloscopus collybita), pitulice sfârâitoare (Phylloscopus sibilatrix), coțofană (Pica pica), ciocănitoarea verde (Picus viridis), pițigoi sur (Poecile palustris), Ptyonoprogne rupestris, Pyrrhocorax pyrrhocorax, aușel sprâncenat (Regulus ignicapilla), aușel cu cap galben (Regulus regulus), mărăcinar negru (Saxicola torquatus), cănăraș (Serinus serinus), țiclete (Sitta europaea), huhurez mic (Strix aluco), silvie cu cap negru (Sylvia atricapilla), silvie de câmp (Sylvia communis), pănțărușul (Troglodytes troglodytes), mierlă (Turdus merula), sturz-cântător (Turdus philomelos), sturzul de vâsc (Turdus viscivorus)
- amfibieni (3): Bombina pachypus, Salamandrina terdigitata, Triturus carnifex
- mamifere (1): lupul (Canis lupus)

Pe lângă speciile protejate, pe teritoriul sitului au mai fost identificate 51 de specii de plante, 2 specii de amfibieni, 11 specii de mamifere, 5 specii de reptile.